# MTV Europe Music Awards
MTV Europe Music Awards (првобитно названо MTV European Music Awards, обично скраћено као MTV EMA) награде су које додељује Paramount International Networks у част уметницима и музици у поп култури. Првобитно је замишљен као алтернатива додели MTV Video Music Awards, које се сваке године одржавају у САД. Europe Music Awards одржавају се сваке године у другој земљи; домаћин је углавном било Уједињено Краљевство.
Награде су одраз међународне и континенталне музичке сцене. Оне представљају географско порекло и достигнућа у различитим музичким жанровима и дисциплинама, што указује на разноликост и обим емисије. Од церемоније 2007. године, гледаоци могу да гласају за своје омиљене извођаче у свим општим категоријама тако што ће посетити веб-сајт MTV-ја.
Прва церемонија доделе Europe Music Awards-а одржана је 1994. на Бранденбуршкој капији у Берлину, пет година након пада Берлинског зида. Годишња церемонија је емитована уживо на каналима као што су MTV Europe, Channel 5 и већини међународни канали MTV-ја, као и онлајн.

## Категорије награда
Могуће је гласати за 16 главних категорија („главне категорије”) и 31 локалну категорију. Награде за најбољи спот и најбољег светскoг извођача бира MTV Music Editorial Team и није могуће гласати за те категорије. У тренутку гласања, бирачи морају имати 13 година или више и не смеју бити део предузећа ViacomCBS.
Тренутне главне категорије
- Најбоља песма
- Најбољи спот
- Најбољи извођач
- Најбољи нови извођач
- Најбољи поп извођач
- Најбољи рок извођач
- Најбољи хип-хоп извођач
- Најбољи алтернативни извођач
- Најбољег извођача електронске музике
- Најбољи наступ уживо
- Најбољи промовисани извођач
- Најбољи наступ на светској сцени
- Најбоља сарадња
- Најстраственији фанови
- Најбољи изглед

Регионални извођачи
Европа
- Најбољи белгијски извођач
- Најбољи нордијски извођач
- Најбољи холандски извођач
- Најбољи француски извођач
- Најбољи немачки извођач
- Најбољи мађарски извођач
- Најбољи израелски извођач
- Најбољи италијански извођач
- Најбољи пољски извођач
- Најбољи португалски извођач
- Најбољи руски извођач
- Најбољи шпански извођач
- Најбољи швајцарски извођач
- Најбољи британски и ирски извођач

Остатак света
- Најбољи афрички извођач
- Најбољи аустралијски извођач
- Најбољи бразилски извођач
- Најбољи канадски извођач
- Најбољи индијски извођач
- Најбољи јапански извођач
- Најбољи корејски извођач
- Најбољи извођач Велике Кине
- Најбољи извођач Северне Латинске Америке
- Најбољи извођач Централне Латинске Америке
- Најбољи извођач Јужне Латинске Америке
- Најбољи карипски извођач
- Најбољи новозеландски извођач
- Најбољи извођач Југоисточне Азије
- Најбољи амерички извођач

## Извођачи с највише номинација и награда
До 2021. године, рекорд за већину освојених Europe Music Awards држи Џастин Бибер, који је прикупио 22 награде, а следи га Еминем са 16. За извођачицу, рекорд за већину освојених Europe Music Awards држи Лејди Гага, која је прикупила 12 награда. Рекорд за већину Europe Music Awards које је освојила једна група и мушка група припада BTS-у са 14 награда. Рекорд по броју награда које држи женска група припада Little Mix-у, са 7 освојених награда.
Највише номинација (до 2021)
52 номинације
- Џастин Бибер

39 номинација
- Тејлор Свифт

38 номинација
- Лејди Гага

34 номинације
- Аријана Гранде

33 номинације
- Кејти Пери
- Еминем

31 номинација
- Бијонсе

30 номинација
- Ријана

27 номинација
24 номинације
- Роби Вилијамс 22 соло; 2 с групом

23 номинације
- Канје Вест

22 номинације
20 номинација
- Џастин Тимберлејк